# Fabrizio Cesetti
Fabrizio Cesetti (Montegiorgio, 2 marzo 1957) è un politico italiano.
Esponente del Partito Democratico, dal 2015 è consigliere regionale delle Marche, ed è stato deputato alla Camera dal 23 aprile 1992 al 29 maggio 2001.

## Biografia
Di origini modeste, si mantiene agli studi lavorando come operaio, laureandosi alla fine in giurisprudenza presso l'Università degli Studi di Macerata. Sposato, padre di due figlie, esercita come avvocato patrocinante presso la Corte di cassazione.

### Carriera politica
Nel 1977, viene eletto consigliere comunale di Montegiorgio, ricoprendo la carica per undici anni consecutivi, venendo nominato anche assessore nella giunta comunale e poi vicesindaco del comune. Nel 1990 viene eletto sindaco di Massa Fermana.
Viene eletto per tre volte consecutive (1992, 1994 e 1996) alla Camera dei deputati in forza all'Ulivo. Farà parte della 2ª Commissione Giustizia per tutte e tre le legislature.Vicepresidente della Giunta delle Elezioni della Camera dei Deputati per tutta la durata della XIII legislatura.
Nel 1999 è stato primo e unico presentatore e firmatario della Legge istitutiva della nuova Provincia di Fermo, poi approvata nel 2004.
Nel 2001 è candidato a sindaco di Fermo, ottenendo oltre il 12% dei voti: fino al 2006 ricopre la carica di consigliere comunale.
Nel 2004 è eletto anche consigliere provinciale per la provincia di Ascoli Piceno.
Nel marzo 2009, in vista delle elezioni provinciali a Fermo, prende parte alle consultazioni primarie del centro-sinistra e sconfigge il candidato del PD Renzo Offidani. Le successive elezioni amministrative vedono la vittoria di Cesetti che, al turno di ballottaggio, prevale sul candidato di centro-destra Saturnino Di Ruscio col 52,2% dei voti: Cesetti diventa così il primo presidente della Provincia di Fermo. Viene confermato alle elezioni provinciali indirette del 2014, in cui ottiene il 60,87% dei voti.
Nel corso del mandato entra a far parte dell'Ufficio di Presidenza dell'Unione Province Italiane; viene poi nominato vicepresidente dell'Unione Province Italiane Marche e, successivamente, ne diventa presidente.
Alle elezioni regionali nelle Marche del 2015 viene eletto consigliere nelle liste del PD, risultando primo degli eletti nel collegio di Fermo; cessa così dalla carica di Presidente della Provincia per incompatibilità con la carica di Consigliere. In seguito assume la carica di assessore nella Giunta Regionale, ricevendo le deleghe in materia di bilancio, finanze, demanio e valorizzazione del patrimonio, credito, provveditorato ed economato, rapporti con le agenzie, gli enti dipendenti e le società partecipate in collaborazione con gli altri Assessori competenti, informatica e reti ICT, organizzazione e personale, polizia locale e politiche integrate per la sicurezza, enti locali e servizi pubblici locali, partecipazione e volontariato, aree di crisi.
Alle elezioni regionali nelle Marche del 20 e 21 settembre 2020 viene riconfermato consigliere nelle liste del PD, risultando primo degli eletti delle liste di centrosinistra nel Collegio di Fermo.

### Attività parlamentare
Primo firmatario della PdL n. 374 "Soppressione dell'Albo dei Procuratori legali e norme in materia dell'esercizio della professione forense" poi Legge n. 27 del 24 febbraio 1997.
Relatore per la Camera dei Deputati della Legge n. 300 del 29 settembre 2000 "Ratifica ed esecuzione di atti internazionali per la repressione della corruzione nelle operazioni economiche internazionali".
Relatore per la Camera dei Deputati della Legge n. 397 del 7 dicembre 2000 "Disposizioni in materia di indagini difensive".
Primo ed unico presentatore della Proposta di Legge C. 6447 "Istituzione della Provincia di Fermo" approvata in sede referente dalla I Commissione Affari Costituzionali della Camera dei Deputati il 7 marzo 2001 e definitivamente approvata dal Parlamento il 19 maggio 2004.
Cofirmatario di oltre 100 proposte di legge, molte delle quali divenute Leggi dello Stato.